# Ubu roi
Pour les articles homonymes, voir Ubu (homonymie).
Ubu roi est une pièce de théâtre d'Alfred Jarry en cinq actes, publiée le 25 avril 1895 dans la revue de Paul Fort Le Livre d'art, puis la même année aux éditions du Mercure de France, et représentée pour la première fois le 10 décembre 1896 par la troupe du théâtre de l'Œuvre au Nouveau-Théâtre. Il s'agit de la première pièce du cycle Ubu. Son titre pourrait être inspiré de la tragédie de Sophocle, Œdipe roi.
Considéré comme précurseur du mouvement surréaliste et du théâtre de l'absurde, Jarry mêle dans cette farce provocation, absurde, satire, parodie et humour gras.

## Argument

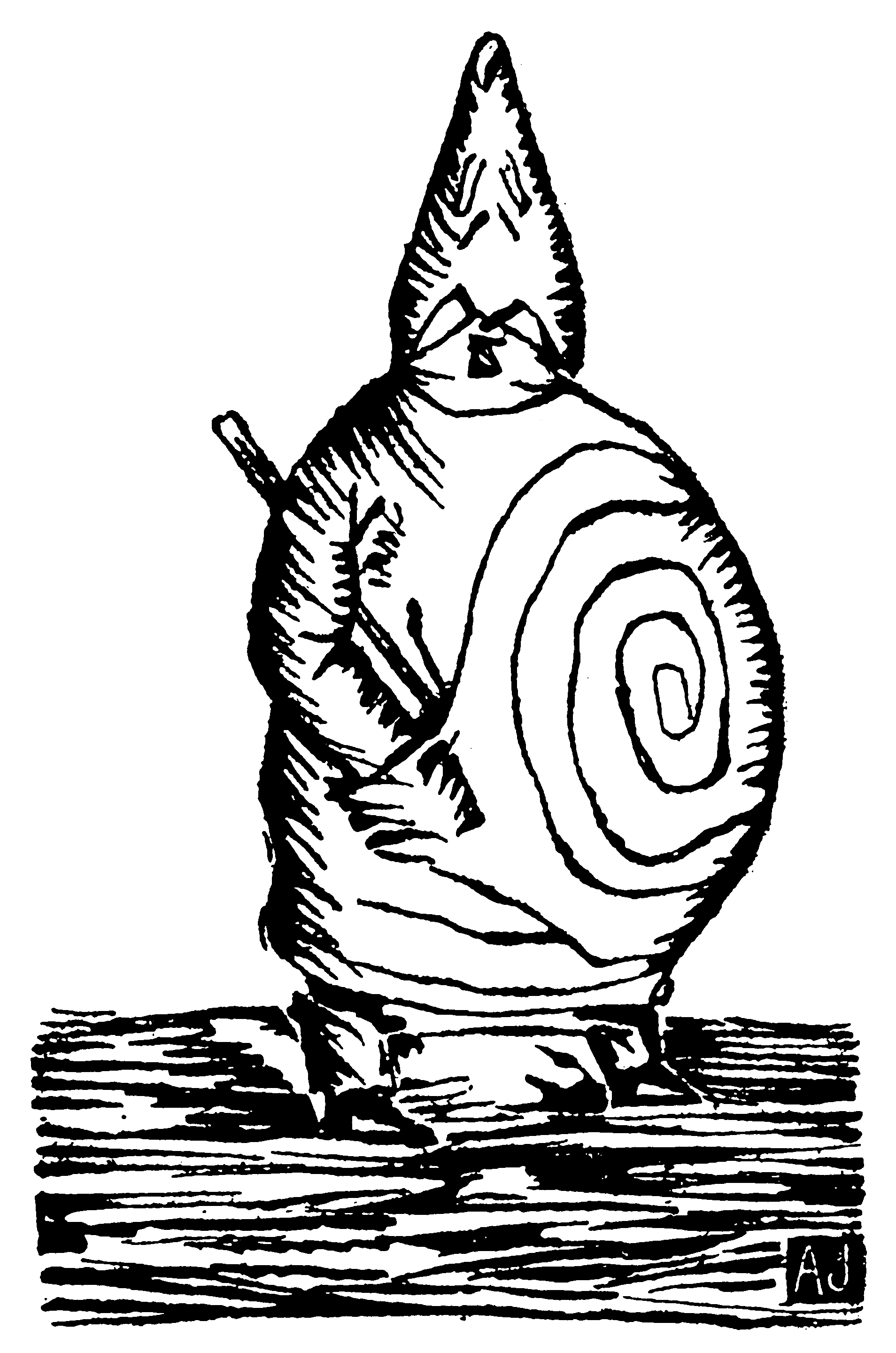
Véritable portrait de Monsieur Ubu, gravure sur bois par Alfred Jarry (1896).

Le père Ubu assassine le roi Venceslas de Pologne et prend le pouvoir ; il fait tuer les nobles – « J'ai l'honneur de vous annoncer que pour enrichir le royaume je vais faire périr tous les Nobles et prendre leurs biens » – puis ceux qui l’ont aidé à faire son coup d’État. Cependant, Ubu Roi doit faire attention au fils du roi déchu Venceslas, le prince Bougrelas. Père Ubu est tout au long de l’œuvre mené en bateau par sa femme, qui va lui voler son argent, l’obligeant à la fin de la pièce à fuir le pays avec ses généraux.

### Acte I
Bien que le Père Ubu soit content de ses titres, « capitaine de dragons, officier de confiance du roi Venceslas, décoré de l'ordre de l'Aigle rouge de Pologne, et ancien roi d'Aragon », la Mère Ubu essaye de le convaincre de conspirer pour renverser le roi Venceslas, ce qui lui permettrait, entre autres avantages, de « manger fort souvent de l'andouille » et de se « procurer un parapluie » (allusion parodique à l'intrigue de Macbeth, de Shakespeare). Invitant à sa table le capitaine Bordure (« Eh bien, capitaine, avez-vous bien dîné ? — Fort bien, monsieur, sauf la merdre. — Eh ! La merdre n'était pas mauvaise. »), il le rallie à sa cause en lui promettant de le faire duc de Lituanie. Appelé par le roi, il croit être découvert (« Oh ! J'ai une idée : je dirai que c'est la Mère Ubu et Bordure… »), mais en fait Venceslas le nomme comte de Sandomir (Sandomierz) en récompense de ses nombreux services, ce qui d'ailleurs ne change rien à ses projets. Le plan d'action est arrêté et chacun jure « de bien tuer le roi ».

### Acte II
Venceslas fait fi des avertissements de sa famille et accompagne le Père Ubu à une revue où Bordure et ses partisans l'assassinent. Si deux fils du roi, Boleslas et Ladislas, sont tués par les putschistes, le dernier, Bougrelas, s'enfuit avec la reine qui meurt peu après dans les montagnes. Encouragé par le spectre de ses ancêtres (allusion à Hamlet, de Shakespeare), Bougrelas jure de se venger.
De son côté, le Père Ubu, après s'être fait prier, accorde ses largesses au peuple à contrecœur – « Ça ne m'amusait guère de vous donner de l'argent, mais vous savez, c'est la Mère Ubu qui a voulu. Au moins, promettez-moi de bien payer les impôts. » – et s'en fait acclamer.

### Acte III
Négligeant les conseils de prudence de la Mère Ubu, le Père Ubu décide de ne pas nommer le capitaine Bordure duc de Lituanie. Après quoi, il se lance dans une vaste politique de réformes qui consiste à massacrer tous les nobles – « Ceux qui seront condamnés à mort, je les passerai dans la trappe, ils tomberont dans les sous-sols du Pince-Porc et de la Chambre-à-Sous, où on les décervèlera » – dont les biens sont confisqués, tous les magistrats, qui ne seront plus payés mais vivront des amendes et des biens des condamnés à mort, puis tous les financiers qui refusent la fiscalité nouvelle – « D'abord je veux garder pour moi la moitié des impôts » – lesquels sont bouleversés : « Messieurs, nous établirons un impôt de 10 % sur la propriété, un autre sur le commerce et l'industrie et un troisième sur les mariages et un quatrième sur les décès, de 15 francs chacun ». Le Père Ubu rassure la Mère Ubu effrayée par cette hécatombe qui désorganise l'État : « Ne crains rien, ma douce enfant, j'irai moi-même de village en village recueillir les impôts. » Il a d'ailleurs un programme politique très précis : « Avec ce système, j'aurai vite fait fortune, alors je tuerai tout le monde et je m'en irai. »
Effectivement, escorté des « Grippe-Sous » et de « salopins de finance » traînant le « voiturin à phynances », le Père Ubu va en personne rançonner les paysans, dont le chef s'appelle Stanislas Leczinski, et massacrer ceux qui résistent. La révolte éclate aussitôt. Puis il fait jeter en prison le capitaine Bordure qui s'évade et court à Moscou proposer au tsar Alexis d'envahir la Pologne et de rétablir Bougrelas. Alors qu'Ubu préside un « conseil », il apprend les intentions de Bordure par un messager – « Qu'il va envahir tes États pour rétablir Bougrelas et que toi tu seras tué » – et alors la Mère Ubu et tous les conseillers obligent le Père Ubu à partir en guerre, monté sur son « cheval à phynances ». La Mère Ubu reçoit la régence.

### Acte IV
La Mère Ubu essaye de s'emparer du trésor des rois de Pologne mais est chassée par une révolte menée par Bougrelas. Pendant ce temps, le Père Ubu s'est enfoncé en Ukraine avec l'armée polonaise. Il apprend la révolte de Varsovie et les Russes arrivent. Le Père Ubu livre une bataille aussi burlesque qu'épique où il est battu à plates coutures. Réfugié dans une caverne de Lituanie avec deux de ses derniers « palotins », il doit la disputer à un ours. En vérité, il se réfugie sur un rocher pour prier et laisse les palotins livrer bataille à sa place (allusion à La Princesse d'Élide de Molière). Son comportement indigne conduit ses compagnons à l'abandonner pendant son sommeil.

### Acte V
La Mère Ubu arrive dans la caverne pendant le sommeil (agité) du Père Ubu et essaye de se faire passer pour une apparition pour qu'il lui pardonne ses voleries, mais en vain. Le jour se lève, révélant la supercherie et provoquant une scène de ménage qui n'est interrompue que par l'arrivée de Bougrelas. Père et Mère Ubu, faisant front commun, se défendent avec acharnement et sont sauvés par le retour inattendu des deux palotins d'Ubu avec des renforts. Traversant la Livonie, Père et Mère Ubu embarquent pour la France où le Père Ubu envisage de se faire nommer « Maître des finances à Paris ». Pour aller en France, ils passent par Elseneur, qui est la ville du Danemark où se déroule l'intrigue d’Hamlet.
La pièce se clôt par la Chanson du décervelage.

## Personnages
La liste des personnages comporte quelques particularités : beaucoup d'entre eux n'apparaissent que pour un court instant ; certains sont des personnages historiques russes ou polonais réels, certains ensembles sont considérés comme un seul personnage (Toute l'armée russe et Toute l'armée polonaise) et un objet, la Machine à décerveler, est créditée comme tel.
Rôles principaux
- Père Ubu : lâche, traître, naïf, bête, gros, goinfre, méchant et cupide, il incarne tous les vices les plus primaires, avec une cruauté enfantine. C’est le symbole de la cupidité des hiérarchies politiques, l’absurdité de vouloir toujours tout. Il est très avare : « Encore une fois, je veux m'enrichir, je ne lâcherai pas un sou ».
- Mère Ubu : incarne dans tout le cycle la perfide manipulatrice. Inspirée par lady Macbeth, c’est elle qui va, tout au long d'Ubu roi, pousser Ubu à suivre ses idées.

Rôles secondaires
- le capitaine Bordure
- Venceslas, roi de Pologne
- la reine Rosemonde, sa femme
- Boleslas, Ladislas, Bougrelas, leurs fils
- le général Lascy
- Stanislas Leczinski
- Jean Sobieski
- Nicolas Rensky
- l'empereur Alexis
- Giron, Pile, Cotice, palotins
- Michel Fédérovitch
- l'Ours
- le Cheval à phynances
- la Machine à décerveler
- l'Équipage
- le Commandant
- un capitaine
- toute l'armée russe
- toute l'armée polonaise
- les gardes
- conjurés et soldats
- larbins de phynances
- nobles
- magistrats
- conseillers
- financiers
- paysans
- peuple

## Lieux
Voici la liste des principaux lieux de la pièce :
- la Pologne, « c'est-à-dire nulle part ». La Pologne évoquée par Jarry est un pays légendaire, mythique, mais en même temps elle présente des caractères de la Pologne réelle. En réalité, en 1888, la Pologne comme royaume était en effet « nulle part ».
- l'Espagne (Aragon, Castille)
- la France (Paris, Mondragon)
- le Danemark (Elseneur)
- la Germanie (Allemagne)
- l'Ukraine

La pièce compte plus de 24 décors parmi lesquels :
- le palais royal ;
- le champ de bataille ;
- la crypte ;
- deux grottes ;
- un navire (à la fin de la pièce) ;
- la maison d'Ubu ;
- la forêt.

## Historique de la pièce
Le personnage d'Ubu est inspiré de monsieur Hébert, professeur de physique au lycée de Rennes où Alfred Jarry a étudié. Il représentait pour ses élèves l'incarnation même du grotesque. Les aventures du « père Hébert », comme il était surnommé, faisaient l'objet de farces écrites par les lycéens, qui multipliaient les déclinaisons portant à l'andouille. Tous les doubles sens sémantiques devenaient possibles.
Paul Léautaud, dans son Journal littéraire, écrit le jeudi 7 novembre 1907, peu de temps après la mort d'Alfred Jarry : « Ubu roi est une œuvre d'élèves de collège écrite au collège pour ridiculiser un professeur par Jarry et deux de ses camarades, et représentée en famille chez la mère de Jarry, laquelle a confectionné elle-même le chapeau de la marionnette d'Ubu ».
Charles Morin, camarade d'Alfred Jarry, rédige un épisode mettant en scène « P. H. » devenu roi de Pologne, qui prend la forme d'une pièce pour marionnettes, Les Polonais, en 1885.
Lorsque Jarry prend connaissance du petit livret, il le remanie en comédie pour le monter ensuite dans le grenier des Morin, en décembre 1888 et janvier 1889, puis en 1890 dans l’appartement où il vit avec sa mère et sa sœur. La pièce est jouée par les marionnettes du « Théâtre des Phynances » ; Jarry fera ensuite un décor pour un théâtre d’ombres où Henri Morin, frère cadet de Charles, interprète le rôle de P. H. La satire s’intitule toujours Les Polonais et constitue la plus ancienne et la plus proche, version de la première pièce du cycle d’Ubu.
Arrivé à Paris en 1891, Jarry loue un local qu’il transforme en atelier, portant le nom décalé de « Calvaire du trucidé ». Avec ses nouveaux condisciples et amis, il organise diverses représentations d’où renaît le cycle d’Ubu qui aura subi plusieurs retouches pour arriver à sa forme quasi-définitive, le Père Hébert étant devenu le Père Ubu.
C’est en gagnant le concours de prose du journal L’Écho de Paris littéraire illustré que Jarry fait la connaissance de Marcel Schwob à qui il voue une grande estime et amitié. Grâce à sa renommée naissante, il rencontre et se lie avec Alfred Valette, le directeur du Mercure de France, et sa femme Rachilde, qui habitent rue de l’Échaudé-Saint-Germain (glorifiée dans la Chanson du Décervelage). En 1894, il y représente pour les familiers de la maison, une version d’Ubu roi qui plaît beaucoup.

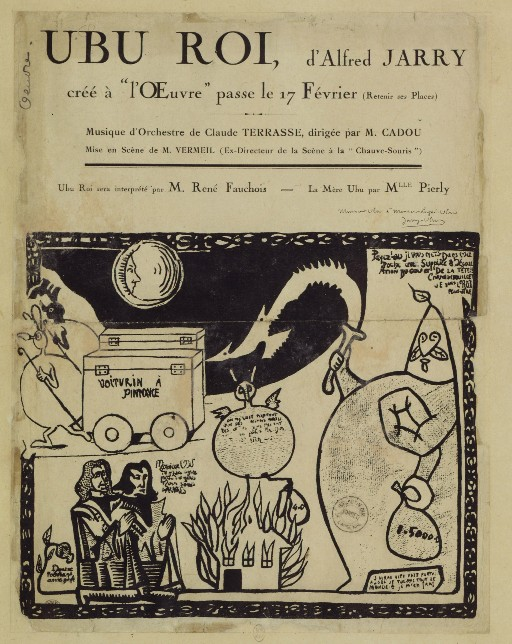
Affiche de la première d'Ubu Roi (1896).

La pièce est enfin créée le 10 décembre 1896 au Nouveau-Théâtre à Paris avec Firmin Gémier et Louise France. Jarry en a fait l'affiche et sa composition est reproduite sous forme lithographiée dans La Critique. Le soir de la première, Jarry lit un discours introductif d'une voix quasiment inaudible des spectateurs, où il annonce que l'action se passe « en Pologne, c’est-à-dire nulle part ». Le public s'échauffe, et de ce fait réagit dès le « Merdre ! » inaugural : la pièce fait scandale.
Publié en 1896, Ubu roi a connu de nombreux remaniements, suites et dérivés tout au long de la carrière d'Alfred Jarry (la plupart des titres sont des parodies de titres de tragédies grecques) :
- Paralipomènes d’Ubu (1896) ;
- Ubu cocu ou l'Archéoptéryx (1897) ;
- Almanachs du Père Ubu[7] (1899 et 1901) ;
- Ubu enchaîné (1899, publié en 1900) ;
- Almanach illustré du Père Ubu (1901) ;
- Ubu sur la Butte (1906).

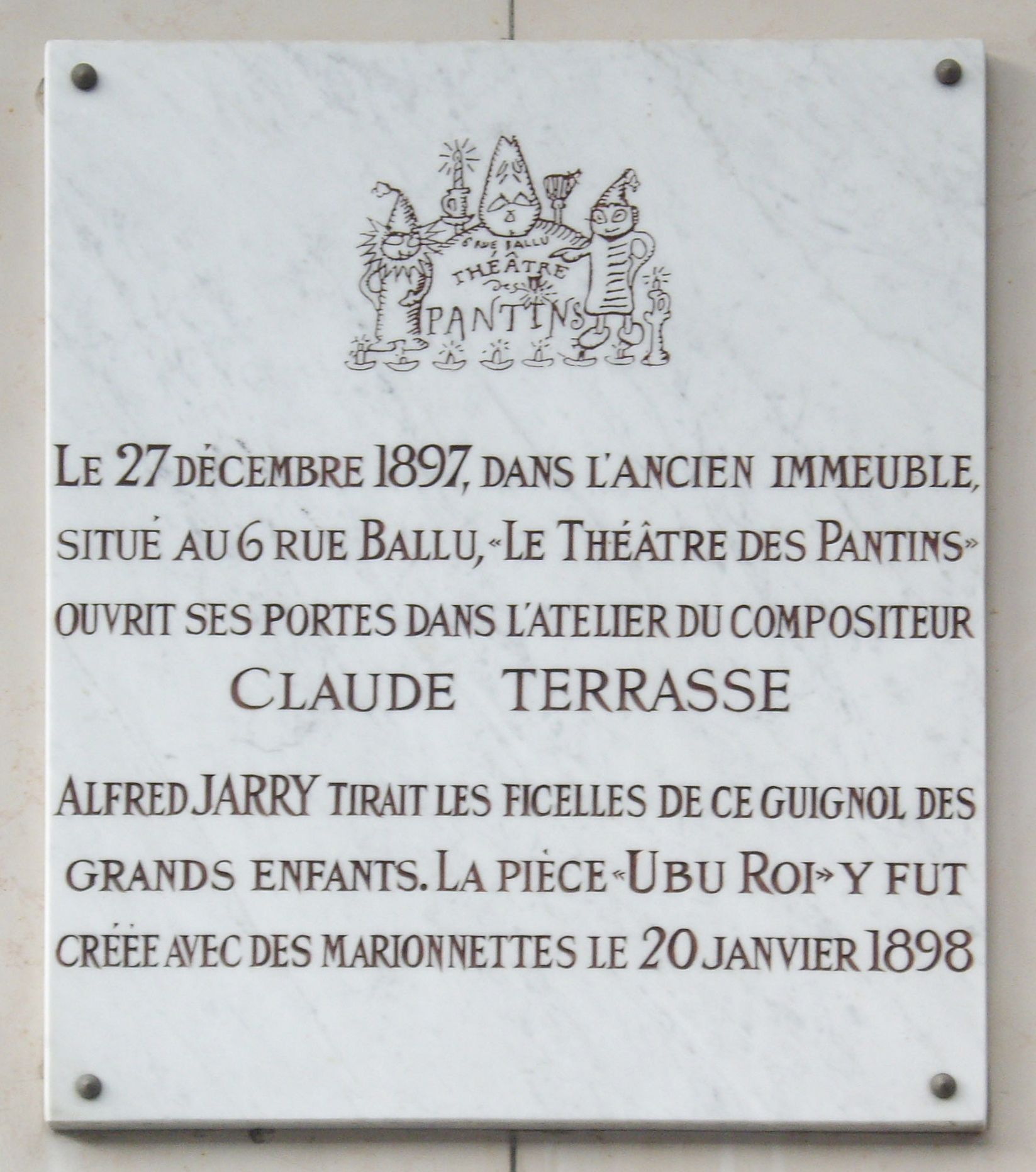
Plaque commémorant la création d'Ubu roi comme spectacle de marionnettes au théâtre des Pantins dans l'atelier du compositeur Claude Terrasse, 6 rue Ballu à Paris, le 20 janvier 1898.

Le 20 janvier 1898, Ubu roi est créé comme spectacle de marionnettes au théâtre des Pantins dans l'atelier du compositeur Claude Terrasse, 6 rue Ballu à Paris. Une plaque commémorative rappelle cet évènement.
Deux ouvrages posthumes ont été publiés en 2010 sous forme de livres d'art : Paralipomènes d'Ubu / Salle Ubu et Ubu marionnette.
Vers la fin de sa vie, Alfred Jarry se mettra de plus en plus à ressembler à son personnage, parlant comme lui et signant toutes ses lettres du nom d'Ubu.
Ubu roi a fait son entrée au répertoire de la Comédie-Française en 2009. La pièce a été représentée pour la première fois le 23 mai de la même année, dans une mise en scène de Jean-Pierre Vincent.

## Analyse
De nombreuses références à Macbeth de Shakespeare sont présentes dans la pièce qui débute avec un jeu de mots sur le nom de l'auteur anglais : « Adonc le Père Ubu hoscha la poire, dont fut depuis nommé par les Anglois Shakespeare, et avez de lui sous ce nom maintes belles tragœdies par escript » (« hocher la poire » se dit en anglais « shake the pear », proche de « Shakespeare »). La toute première scène durant laquelle la Mère Ubu tente de persuader Ubu de tuer le roi est d'ailleurs largement inspirée de celle où Macbeth est persuadé par sa femme de fomenter un coup d’État en assassinant le roi.
Le père Ubu emploie plusieurs expressions inventées par Jarry qui deviendront sa marque de fabrique, comme « de par ma chandelle verte » ou la fameuse épenthèse « Merdre » (inventé par lui et par ses condisciples au lycée de Rennes).

## Adaptations
- Musique pour les soupers du Roi Ubu de Bernd Alois Zimmermann (1962 - 1966)
- un opéra : Ubu Rex de Krzysztof Penderecki (1991)
- Ubu roi, adaptation télévisée intégrale de la pièce par Jean-Christophe Averty (1965), réédité en DVD par Universal en 2007 (accompagné de Un siècle d'écrivain : Alfred Jarry, réalisé par J.-C. Averty, 1995)
- Adaptation en deux volets : Père Ubu (1997) et Mère Ubu (1998), de Heinrich Sabl, adaptation télévisée de marionnettes animées
- Ubu Król, film polonais réalisé en 2003 par Piotr Szulkin
- Ubu roi, compagnie Cheek by Jowl, mise en scène de Declan Donnellan et scénographie de Nick Ormerod, création le 26 janvier 2013 au Koninklijke Schouwburg de La Haye aux Pays-Bas. Présenté en Europe, en Russie, aux États-Unis et au Mexique entre 2013 et 2015[9]. Retransmis en direct dans le monde entier depuis le Lincoln Center for the Performing Arts de New York le 26 juillet 2015[10].
- L'Ubu roi des Dramaticules, Compagnie des Dramaticules, adaptation et mise en scène de Jérémie Le Louët, création en novembre 2014 au Théâtre de Châtillon
- Ubu roi (ou presque), TNP Villeurbanne, mise en scène Christian Schiaretti, avril à juin 2016 et du mercredi 11 au samedi 28 octobre 2017.
- Ubu, adaptation burlesque d’Ubu sur la butte et Ubu Roi, Théâtre des Bouffes du Nord, mise en scène par Olivier Martin-Salvan, avril 2017[11].
- Ubu Roi, adaptation par Daniel Casanave, en 2001[12].
- Ubu(s), mise en scène de Joëlle Noguès (Compagnie Pupella-Noguès), adaptation de Pauline Thimonnier, créé au Festival mondial des théâtres de marionnettes de Charleville Mézières en 2013[13]